# Ostrander (Minnesota)
Ostrander es una ciudad ubicada en el condado de Fillmore en el estado estadounidense de Minnesota. En el Censo de 2010 tenía una población de 254 habitantes y una densidad poblacional de 203,46 personas por km².

## Geografía
Ostrander se encuentra ubicada en las coordenadas 43°36′50″N 92°25′36″O / 43.61389, -92.42667. Según la Oficina del Censo de los Estados Unidos, Ostrander tiene una superficie total de 1.25 km², de la cual 1.25 km² corresponden a tierra firme y (0%) 0 km² es agua.

## Demografía
Según el censo de 2010, había 254 personas residiendo en Ostrander. La densidad de población era de 203,46 hab./km². De los 254 habitantes, Ostrander estaba compuesto por el 98.03% blancos, el 0% eran afroamericanos, el 0% eran amerindios, el 0% eran asiáticos, el 0% eran isleños del Pacífico, el 0% eran de otras razas y el 1.97% pertenecían a dos o más razas. Del total de la población el 0.79% eran hispanos o latinos de cualquier raza.